# Сальтеадор
«Сальтеадор» (фр. El Salteador) — историко-приключенческий роман французского писателя Александра Дюма-отца, опубликованный в 1854 году. Его действие происходит в Испании XVI века. В 1860 году Дюма написал по мотивам романа пьесу «Властелин гор».

## Сюжет
Действие романа происходит в 1519 году в Кастилии, в горах Сьерра-Невады. Верховный судья Андалусии дон Иниго Веласко де Гаро, путешествовавший в этих местах со своей дочерью Флорой, попадает в руки к разбойникам, главарь которых, известный как Сальтеадор, оказывается благородным человеком и отпускает пленников. Позже выясняется, что это дон Фернандо Торрильяс, сын кастильского вельможи, вынужденный скрываться. Влюблённая в него цыганка Хинеста (в действительности единокровная сестра нового короля Кастилии Карлоса I) добивается от брата помилования для дона Фернандо. Тот возвращается домой, но вскоре вызывает на дуэль дона Рамиро, своего соперника в борьбе за любовь доньи Флоры; отец, дон Руис, пытается его остановить, но Фернандо даёт ему пощёчину.
Позже главный герой сдаётся властям. Ему грозит казнь, но его мать донья Мерседес рассказывает королю, что родила Фернандо от дона Иниго. В финальной главе Карлос назначает дона Руиса верховным судьёй Андалусии и заставляет его помиловать Фернандо, который, правда, лишается прав наследования. Хинеста получает от короля титулы и богатства и тут же предлагает Фернандо стать её мужем. Тот соглашается и благодаря этому сразу возвращается в ряды испанской аристократии. Рука Флоры достаётся дону Рамиро. Тут же прибывает гонец из Германии, который сообщает, что Карлоса I выбрали императором.

## Создание и оценки
Александр Дюма в работе над «Сальтеадором» использовал впечатления, полученные при поездке в Испанию в 1846 году. Роман был опубликован в 1854 году в газете Le Mousquetaire. В 1860 году Дюма совместно с Полем Лакруа написал по мотивам «Сальтеадора» пьесу «Властелин гор».
Критики отмечают, что сюжет в этом романе развивается стремительно и что концовка выглядит написанной довольно поспешно: возможно, Дюма торопился закончить роман, чтобы быстрее опубликовать его в своей газете. Тот факт, что только Мерседес и король знают правду о родственных связях между рядом других героев, ослабляет психологическую достоверность развязки. По мнению литературоведа М. Трескунова, «Сальтеадор» — «наименее историчный» из всех известных произведений Дюма, а интрига, лежащая в основе его сюжета, необыкновенно сложна при том, что персонажей в романе совсем немного.